# Großsteingräber bei Letnin
Die Großsteingräber bei Letnin (auch Großsteingräber bei Lettnin genannt) waren mindestens zehn megalithische Grabanlagen der jungsteinzeitlichen Trichterbecherkultur bei Letnin (deutsch Lettnin), einem Ortsteil der Gmina Pyrzyce (deutsch Pyritz) in der Woiwodschaft Westpommern in Polen. Sie wurden im 19. Jahrhundert zerstört.

## Lage
Grab 1 lag 800 Schritt (ca. 600 m) südlich des Orts, Grab 2 weitere 400 Schritt (ca. 300 m) südöstlich. Grab 3 lag 400 Schritt (ca. 300 m) westlich und Grab 4 200 Schritt (ca. 150 m) südöstlich von Grab 2. In der Nähe dieser Gräber befanden sich weitere Anlagen, bei denen es sich aber wohl größtenteils um Grabhügel gehandelt hat. Etwa 2000 Schritt (ca. 1,5 km) südöstlich von Letnin lagen nahe beieinander die Gräber 5–10. Unmittelbar östlich an diese Gruppe schlossen sich die Großsteingräber bei Myśliborki (Großsteingräber bei Mützelburg) an.

## Beschreibung

### Grab 1
Grab 1 besaß eine nord-südlich orientierte Grabkammer in einem länglichen Hügel. Um 1825 waren noch vier Wandsteine an der westlichen und zwei an der östlichen Langseite sowie je ein Abschlussstein an den Schmalseiten erhalten. Ursprünglich hatte die Kammer wohl drei Decksteine. Die genauen Maße der Anlage sind nicht überliefert. Es dürfte sich um einen Großdolmen oder ein Ganggrab gehandelt haben.

### Grab 2
Grab 2 besaß ein nordwest-südöstlich orientiertes trapezförmiges Hünenbett. Die genauen Maße der Anlage sind nicht überliefert. Am südöstlichen Kopfende wurde das Bett durch eine quer stehende Steinreihe geteilt. Über eine Grabkammer ist nichts bekannt.

### Grab 3
Grab 3 besaß ein ost-westlich orientiertes rechteckiges oder trapezförmiges Hünenbett. Die genauen Maße der Anlage sind nicht überliefert. Über eine Grabkammer ist nichts bekannt.

### Grab 4
Grab 4 besaß ein nordnordwest-südsüdöstlich orientiertes, annähernd rechteckiges Hünenbett, das an den Enden etwas breiter war als in der Mitte. Die genauen Maße der Anlage sind nicht überliefert. Einige Steine am Nordende des Betts gehörten vielleicht zu einer Grabkammer.

### Grab 5–10
Diese Gräber besaßen alle ost-westlich orientierte trapezförmige Hünenbetten mit der Stirnseite im Osten und der Schmalseite im Westen. Die genauen Maße der Anlagen sind nicht überliefert. Über Grabkammern ist nichts bekannt.